# 荆湖之战
荆湖之战，是北宋于乾德元年（963年）发动，借平张文表之乱，顺势攻取荆南及湖南一带的战役。

## 战役背景
建隆三年（962年）九月，武平軍节度使周行逢病死，临死前传位给尚不满十二岁的儿子周保权，并预料到衡州刺史张文表将会造反。果然不久后，张文表起兵与武平軍节度使相对抗，周保权派杨师璠讨伐之。北宋在得知这一情况后，于当年十二月要求荆南发兵协助周保权平张文表。
同年十一月，荆南君主高保勗病死，临死前传位给其兄子高继冲。

## 战役准备

### 北宋
乾德元年（963年）正月，太祖赵匡胤命山南東道節度使慕容延钊及宣徽南院使、枢密副使李处耘率淄州刺史尹崇珂、申州刺史聂章、郢州刺史赵重进、判四方馆事武怀节、毡毯使张继勋、染院副使康延泽、内酒坊副使卢怀忠等領兵攻伐张文表。在此前，北宋方面已派遣內酒坊副使卢怀忠探明：荆南兵力不过三万人，且高氏对民穷征暴敛，百姓苦不堪言。

### 荆南
高继冲认为自己年幼（此时尚不满20岁），便将军政大权委以梁延嗣，刑政等事务委以孙光宪。乾德元年二月，荆南兵马副使李景威献计保荆南，高继冲不能用。

### 武平
杨师璠已于乾德元年正月讨平张文表，并将其处死。但是此时北宋完全没有收兵的意思。

## 战役经过

### 荆南之战
乾德元年二月，北宋军队抵达襄州，声称要借道伐张文表。几天后，宋军抵达荆门，李处耘接见了前来试探宋军的梁延嗣、高保寅一行，并对其招待有加。梁延嗣误以为宋军友善，便派出信使返回江陵，向高继冲报告好消息。当天晚上，慕容延钊设宴款待梁延嗣一行，李处耘秘密派遣数千轻骑兵直奔江陵。高继冲此时还在等待梁延嗣一行返回，却发现宋军已到，连忙出迎，于江陵城北十五里处与冲来的李处耘部相遇。李处耘在照会了高继冲，令其等待随后赶来慕容延钊之后，亲自率兵冲进了江陵城。等高继冲和慕容延钊一起返回江陵城的时候，江陵已经被宋军攻占。此役过后，北宋共夺取三州，十七县，十四万二千三百户。

### 湖南之战
灭荆南之后，宋军继续南下，周保权此时听从张崇富等人的计策，决定继续抵抗。宋太祖派使者劝降周保权，没有得到回应。于是慕容延钊先于三江口大破武平军，攻下岳州。
当年三月，张崇富率军赶到澧州南部，与宋军相遇，不战即溃。李处耘率部攻陷武平军敖山寨，俘获众多。李处耘在这些俘虏当中挑选了几十名身材较胖的，令身边军士将他们吃掉；然后将其余的年少力壮的俘虏脸上刺字后放归武陵。武陵人在听说宋军吃人之后大为惊恐，放火烧掉了州城，并逃进山林之中。
几天后，慕容延钊部攻入朗州，在西山擒获张崇富并将其斩首。大将汪端带着周保权逃进寺庙当中，被李处耘麾下将领田守奇搜出，汪端逃走。此后汪端曾聚集兵力反攻州城，被击退之后带领少量兵力潜伏于山林之中。九月，汪端被慕容延钊搜出后车裂而死。湖南讨平。

## 战役影响
此役过后在扫清了通往南汉的道路的同时，北宋也得以分配更多的精力去为扫平后蜀做准备。